# All the Stars
All the Stars是美國嘻哈歌手肯德里克·拉马尔和歌手SZA的一首歌曲，由拉瑪、SZA、Sounwave和Al Shux作詞，Sounwave和Al Shux作曲。收錄於2018年2月9日發行的漫威工作室超級英雄電影《黑豹》的原聲帶。漫威工作室透露拉瑪是由《黑豹》導演瑞恩·庫格勒親自挑選的。

## 背景
拉瑪最先在2017年12月22日發行的《Love》中暗示他參與了《黑豹》原聲帶。錄影帶中1:54裏的場記板上寫着「B.Panther Soundtrack Coming Soon」。拉瑪隨後於2018年1月4日宣布他的參與消息，並於同日發布歌曲。

## 發行
發布後，拉瑪發言讚揚《黑豹》和導演瑞恩·庫格勒：「電影的規模展現了藝術和文化的結合。我非常榮幸能夠與瑞恩和漫威一起貢獻我的音樂和寫作音樂知識。」

## 音樂錄影帶
歌曲的音樂錄影帶在2018年2月6日於拉瑪的YouTubeVevo頻道發布。由戴夫·梅耶爾斯和The Little Homies導演。

### 侵犯版權
利比里亞裔英國人麗娜·艾莉絲·維克托聲稱她的24克拉黃金圖案藝術作品的圖像在未經許可下用於音樂錄影帶中。

## 排行榜
| 國家（2018）                            | 最高排名 |
| --------------------------------------- | -------- |
| 澳大利亞（ARIA）                        | 2        |
| 奥地利（Ö3四十强单曲榜）                | 62       |
| 比利时佛兰德（Ultratop五十强单曲榜）    | 40       |
| 比利时瓦隆（Ultratip榜外單曲榜）        | 11       |
| 加拿大（Canadian Hot 100）              | 20       |
| 丹麥（Hitlisten单曲榜）                 | 33       |
| 65                                      |          |
| 匈牙利（四十強串流榜）                  | 21       |
| 愛爾蘭（IRMA）                          | 16       |
| 荷兰（百强单曲榜）                      | 51       |
| 紐西蘭 (Recorded Music NZ)              | 17       |
| 挪威 (VG-lista)                         | 26       |
| 葡萄牙（葡萄牙唱片業協會单曲榜）        | 31       |
| 蘇格蘭（官方榜单公司單曲榜）            | 59       |
| 斯洛伐克（百強數位單曲榜）              | 44       |
| 瑞典 (Sverigetopplistan)                | 18       |
| 瑞士（瑞士热门音乐榜）                  | 57       |
| 英國（官方榜单公司單曲榜）              | 5        |
| 美国（《告示牌》百大單曲榜）            | 7        |
| 美國（《告示牌》Hot R&B/Hip-Hop Songs） | 14       |
| 美國（《告示牌》Rhythmic Songs）        | 14       |

## 發布歷史
| 國家   | 日期          | 形式         | 唱片公司                                                  | 參考   |
| ------ | ------------- | ------------ | --------------------------------------------------------- | ------ |
| 美國   | 2018年1月9日  | 當代節奏電台 | Top Dawg （ 英语 ： Top Dawg Entertainment） Aftermath （ 英语 ： Aftermath Entertainment） 新視鏡唱片 | [ 32 ] |
| 意大利 | 2018年1月19日 | 當代流行電台 | 環球唱片                                                  | [ 33 ] |